# Tremor (single)
Tremor is een nummer uit 2014 van de Nederlandse dj Martin Garrix en het Belgische dj-duo Dimitri Vegas & Like Mike. Het is de derde single van Garrix' debuut-ep Gold Skies.
Het nummer werd in een aantal Europese landen een danshit, en was de anthem van Sensation 2014. "Tremor" bereikte de 32e positie in de Nederlandse Top 40, en de 3e positie in de Vlaamse Ultratop 50.